# Asura variabilis
Trichocerosia variabilis là một loài bướm đêm thuộc phân họ Arctiinae, họ Erebidae.